# مارک گریگوریان (کنشگر)
مارک گریگوریان ( انگلیسی: Mark Krikorian؛ ) فعال مهاجرت ضدقانونی ارمنی‌تبار اهل ایالات متحده آمریکا است که از سال 1995 مدیر اجرایی اندیشکده مرکز پژوهش‌های مهاجرت در واشینگتن دی.سی می‌باشد.

## زندگی‌نامه
وی در در به دنیا آمد و با مدرک بی‌ای از دانشگاه جرج‌تاون و با مدرک کارشناسی ارشد از دانشکده حقوق و دیپلماسی فلچر دانشگاه تافتس فارغ‌التحصیل گشت. بعلاوه به مدت دو سال در دانشگاه دولتی ایروان در جمهوری شوروی سوسیالیستی ارمنستان تحصیل نمود. 

## آثار
- The New Case Against Immigration, Both Legal and Illegal (2008)
- How Obama is Transforming America Through Immigration (2010)
- Open Immigration: Yea & Nay (Encounter Broadsides) (2014)